# Rade Klisarič
Rade Klisarič, slovenski častnik, veteran vojne za Slovenijo, * 30. marec 1955, Novo mesto.

## Vojaška kariera
- 1. OPP VLZO
povišan v polkovnika (18. junij 1993)
- načelnik varnostne službe, PŠTO Dolenjska

## Odlikovanja in priznanja
- spominski znak Poganci
- spominski znak Premiki 1991
- spominski znak Obranili domovino 1991
- spominski znak Načelniki pokrajinskih štabov TO 1991 (25. februar 1998)
- spominski znak Maribor - Dobova (24. februar 1998)